# Campagne de Kep
Guerre franco-chinoise
Batailles
- Expédition du Tonkin
- Sontay
- Bac Ninh
- Bac Le
- Fuzhou
- Keelung
- Tamsui
- Kep
- Shipu
- Zhenhai
- Lang Son (1re)
- Nui Bop
- Tuyen Quang
- Yu Oc
- Hoa Moc
- Phu Lam Tao
- Bang Bo
- 2e Lang Son
- Pescadores

La campagne de Kép (du 2 octobre 1884 au 4 janvier 1885) est une campagne importante au Tonkin pendant les premiers mois de la guerre franco-chinoise (août 1884-avril 1885). Une force d’un peu moins de 3000 soldats français du Corps expéditionnaire du Tonkin sous le commandement du général Oscar de Négrier repousse une invasion chinoise du delta de la rivière Rouge lancée par l’armée de Pan Dingxin dans des engagements successifs à Lam (6 octobre), Kép (8 octobre) et Chũ (10 octobre et 11 octobre) et Nui-Bop (4 janvier 1885).

## Contexte
Le 10 septembre 1884, le général Millot, commandant en chef du corps expéditionnaire, est remplacé par le général Louis Brière de l’Isle qui, pour repousser une invasion chinoise du delta de la rivière Rouge, se donne comme objectif l'occupation de Lang-Son et de la vallée de la rivière Claire. Les deux brigades (Laurent Giovanninelli et Oscar de Négrier) sont regroupées à Haï-Phong, les garnisons de Haï-Duong et Bac-Ninh renforcées et la flottille de canonnières surveillent les rivières.

## Situation particulière
L’aile droite chinoise de l’armée du Guangxia été déployée autour du village de Kép sur la Route mandarine, le centre chinois était à Bao Loc, et l’aile gauche chinoise était à Chũ, dans la vallée supérieure de la rivière Luc Nam. Brière de l’Isle réagit immédiatement en envoyant le général de Négrier dans la vallée du Luc Nam avec près de 3000 soldats français à bord de plusieurs navires de la flottille du Tonkin. La mission de De Négrier était d’attaquer et de vaincre les détachements chinois avant qu’ils puissent se concentrer.

## Ordre de bataille chinois
L’armée du Guangxi, environ 12 000 hommes (soldats réguliers chinois), était sous le commandement des généraux Wang Debang et Pan Dingxin. L’aile gauche de l’armée, à Chũ, était sous le commandement de Su Yuanchun (蘇 元 春) et Chen Jia (陳 嘉). La droite chinoise, à Kép, était sous le commandement de Fang Yusheng (方 友 升) et Zhou Shouchang (周 壽 昌).

## Ordre de bataille français
- 1re colonne (Lieutenant-Colonel Donnier)
  - deux compagnies du 143e bataillon d'infanterie de ligne (Capitaines Cuvellier et Fraissynaud)
  - deux compagnies du 2e bataillon de la Légion étrangère (chef de bataillon Diguet) (Capitaines Beynet et Bolgert)
  - 50 tirailleurs du 1er régiment de tirailleurs tonkinois (Lieutenant Bataille)
  - 12e batterie du 12e régiment d'artillerie (Capitaine de Saxcé)
- 2e colonne (chef de bataillon de Mibielle)
  - 3e bataillon du 3e régiment de tirailleurs algériens (Lieutenant Martineau et capitaines Chirouze, Polère et Valet)
  - 11e batterie du 12e régiment d'artillerie (Capitaine Jourdy)
- 3e colonne (général de Négrier)
  - quatre compagnies du 111e bataillon d'infanterie de ligne (Capitaines Planté, Venturini, Mailhat and Verdun)
  - trois compagnies du 23e bataillon d'infanterie de ligne (Capitaines Gignoux, Gayon et Pécoul)
  - deux compagnies du 143e bataillon d'infanterie de ligne (Capitaines Barbier et Dautelle)
  - deux batteries du 12e régiment d'artillerie (Capitaines de Saxcé et Roussel)

Utilisant la mobilité conférée par les canonnières françaises pour manœuvrer rapidement des troupes d’un point à l’autre, de Négrier pouvait se concentrer tour à tour contre les ailes séparées de l’armée du Guangxi. Alors que la colonne du lieutenant-colonel Donnier fixait l’aile gauche chinoise devant Chu, où les Chinois avaient construit un grand camp retranché, et que la colonne de Mibielle observait les mouvements du centre chinois, de Négrier attaquerait et vaincrait la droite chinoise à Kép avec l’essentiel de ses forces. Une victoire à Kép lui permettrait de rejoindre Donnier devant Chu avec les deux autres colonnes, et cette concentration forcerait la gauche chinoise soit à se battre pour  Chũ, soit à battre en retraite.

## Combat de Lam
À Lam, le 6 octobre, la colonne de Donnier qui a remonté rapidement la rivière Luc Nam sur des barques remorquées par les canonnières Hache, Éclair et Massue et les remorqueurs Phǫ Lý et Tra Ly, débarque en face du fort chinois de  Chũ pour s’emparer des villages de Lam et Tray Dam. Les Chinois se sont immédiatement portés vers les Français, qui, déployés en ligne autour de Lam se  battent désespérément pour tenir leur tête de pont. Au plus fort de la bataille, les Chinois percent le centre français, balayant les fusiliers tonkinois et une partie de la compagnie de la Légion étrangère de Beynet, mais l’arrivée opportune de renforts français permet à Donnier de combler le trou dans sa ligne, il contre-attaque, et repousse les Chinois. Les pertes françaises à Lam ont été de 12 tués et 27 blessés. Les Chinois ont laissé plus de 100 cadavres sur le champ de bataille, et les Français ont estimé leurs pertes totales entre 300 et 400 hommes.

## Combat de Kep
Le 8 octobre, vers 10 h du matin, le général de Négrier arrive devant Kep que les Chinois avaient réoccupé et fortifié après Bac-Lé. Après quatre heures d'un violent combat, l'ouvrage central servant de réduit, affaibli par des tirs d'artillerie, est enlevé d'assaut. Les Chinois se défendant avec acharnement, la lutte se termine au corps à corps. Rien que dans l'intérieur de la redoute, on compta 640 Chinois tués. Du côté français, les pertes s'élèvent à 42 tués, dont 3 officiers (lieutenant-colonel Chapuis, capitaine Planté et lieutenant Triboulez), environ 80 blessés dont 8 officiers (de Négrier à la jambe).

## Combat deChũ
Le 9 octobre, installé sur une hauteur dominant les redoutes et tranchées chinoises à 2,5 km de  Chũ, le colonel Donnier reçoit en renfort un bataillon de tirailleurs et deux sections d'artillerie; il dispose maintenant de 1700 hommes et de six canons.

le 10 octobre, trois compagnies sont envoyées en reconnaissance. Prises sous le feu d'un ouvrage caché dans la végétation, elles l'enlèvent. Cette action déclenche le feu d'autres redoutes et celui de l'artillerie et la bataille va durer jusqu'à 5 heures du soir. Les attaques chinoises sont repoussées mais les Français ont perdu une centaine de combattants. Dans la nuit, Donnier ordonne de creuser des tranchées pour couvrir ses abords.

Les Chinois reprennent la bataille le matin du 11 octobre, rassemblant leurs forces pour attaquer l’aile droite de Donnier. L’attaque n’avait aucune chance de succès. Les Français et les Algériens, abrités dans leurs tranchées, occasionnent de lourdes pertes aux les colonnes d’attaque chinoises et ont fini par les faire fuir.

Le 12 octobre, vers 2 heures du matin, d'énormes flammes s'élèvent au-dessus du camp et du village de Chu. Les Chinois, craignant de se voir tourner par la colonne de Négrier et ayant perdu l'un de leurs commandants, évacuent leurs positions après les avoir incendiées. Les pertes françaises sont de 21 morts et 92 blessés.

## Combat de Nui Bop
Vers le 7 décembre, les troupes chinoises descendent de nouveau dans la haute vallée du Luc Nam, au nord et à l'est de  Chũ. Après deux jours de combat, Négrier s'empare du camp retranché de Nui-Bop adossé à deux massifs montagneux et présentant un formidable ensemble d'ouvrages. Le 4 janvier 1885, les Chinois se replient à l'est de Chũ.

## Conséquences
Après cette campagne, la route vers Lang-Son est désormais ouverte et les forces françaises stationnées à Chũ vont pouvoir se préparer à une nouvelle campagne.

### Sources et bibliographie
En français
- Huard, La guerre du Tonkin (Paris, 1887)
- Lecomte, J., La vie militaire au Tonkin (Paris, 1893)
- Lecomte, Lang-Son: combats, retraite et négociations (Paris, 1895)
- Capitaine Rouyer, Histoire militaire et politique de l'Annam et du Tonkin depuis 1799

En anglais
- (en) Cet article est partiellement ou en totalité issu de l’article de Wikipédia en anglais intitulé « Kép campaign » (voir la liste des auteurs).
- (en) James F. Roche et L. L. Cowen, The French at Foochow, Celestial Empire, 1884, totales49 (lire en ligne)

En chinois
- Lung Chang [龍章], Yueh-nan yu Chung-fa chan-cheng [越南與中法戰爭, Vietnam and the Sino-French War] (Taipei, 1993)